# Ouvrouer-les-Champs
Ouvrouer-les-Champs è un comune francese di 522 abitanti situato nel dipartimento del Loiret nella regione del Centro-Valle della Loira.

## Società

### Evoluzione demografica
Abitanti censiti